# ديفيد أيربيتيان
ديفيد أيربيتيان (بالروسية: Давид Валерьевич Айрапетян)‏ (مواليد 26 سبتمبر 1983) هو ملاكم روسي، مثّل بلاده في الألعاب الأولمبية الصيفية في دورتي 2008 و2012.

## روابط خارجية
ديفيد أيربيتيان على موقع بوكس ريك (الإنجليزية) (registration required)
- ديفيد أيربيتيان على موقع أوليمبيديا (الإنجليزية)